# Полак Даниэлс, Ансель
Ансель Полак Даниэлс (нидерл. Ansel Polak Daniels, 2 августа 1842, Гаага — 1 апреля 1891, там же) — голландский шахматист еврейского происхождения. Неофициальный чемпион Нидерландов 1877 г.

## Семья
Родители — Мейер Полак Даниэлс и Алида Эзехилс. Жена — Элизе Марханд.

## Спортивные результаты
| Год  | Город     | Соревнование                                   | + | − | = | Результат | Место |
| ---- | --------- | ---------------------------------------------- | - | - | - | --------- | ----- |
| 1877 | Гаага     | 5-й турнир Нидерландской шахматной ассоциации  |   |   |   |           | 1     |
| 1878 | Гаага     | Турнир голландских шахматистов                 |   |   |   |           | 1     |
| 1881 | Гаага     | 9-й турнир Нидерландской шахматной ассоциации  |   |   |   |           | 7     |
| 1883 | Роттердам | 11-й турнир Нидерландской шахматной ассоциации |   |   |   |           | 7     |